# Vicia splendens
Vicia splendens là một loài thực vật có hoa trong họ Đậu. Loài này được P.H.Davis miêu tả khoa học đầu tiên.